# Anjanette Kirklandová
Anjanette Kirklandová (* 24. února 1974 Pineville) je bývalá americká atletka, mistryně světa v běhu na 100 m překážek z roku 2001.

## Kariéra
Nejúspěšnější sezónou pro ni byl rok 2001. Na jaře se stala halovou mistryní světa v běhu na 60 metrů překážek, v létě pak zvítězila na světovém šampionátu v Edmontonu v běhu na 100 metrů překážek. V obou případech si navíc vytvořila své oosbní rekordy 7,85 resp. 12,42.